# Grzegorz Fitelberg
Grzegorz Fitelberg (Daugavpils, 18 oktober 1879 – Katowice, 10 juni 1953) was een Poolse dirigent, violist en componist. Hij was een lid van de groep kunstenaars die zich ‘Jong Polen’ (Młoda Polska) noemden waarbij componisten als Karol Szymanowski, Ludomir Różycki en Mieczysław Karłowicz waren aangesloten en ook schilders zoals Stanisław Wyspiański en Olga Boznańska. Hij was een gevierd dirigent en promotor van Poolse klassieke muziek.
Fitelberg is geboren in Daugavpils, Letland (Pools: Dyneburg) en was van Joodse afkomst. Vanaf 1891 studeerde hij viool bij het Muziekinstituut van Warschau bij Stanisław Barcewicz  en compositie bij Zygmunt Noskowski. Hij sloot deze studie in 1896 af waarna hij violist in het Operaorkest van Warschau werd; deze aanstelling gaf hij in 1904 op. Vanaf de oprichting van het Filharmonisch Orkest van Warschau (WPO) in 1901 wordt Fitelberg aangesteld als concertmeester. In die tijd profileert hij zich ook als actief componist. Zijn Sonate op.2 voor viool en piano wint de eerste prijs bij de Paderewski Competitie in Leipzig en in 1901 wint hij de Graaf Zamoyski Competitie met zijn Trio (voor viool, piano en cello) op.10. Tijdens het concertseizoen 1904-1905 debuteert hij als dirigent bij het WPO. In 1905 richt hij met steun van de muzikaal ambitieuze Prins Władysław Lubomirski (1866–1934), en de componisten Szymanowski, Różycki en Szeluto, de kunstbeweging Jong Polen (Młoda Polska) en een uitgeverij van muziekwerken van Jonge Poolse componisten (Spólka Nakładowa Młodych Kompozytorów Polskich) op. Met financiële steun van Lubomirski werden in 1906 en 1907 spectaculaire symfonisch concerten, uitsluitend met werk van Poolse componisten die zich bij de beweging hadden aangesloten, in Berlijn en Warschau gegeven. Fitelberg dirigeerde. De reacties in de pers waren dusdanig vijandig dat Fitelberg en de zijne er voldoende stimulans in zagen met hun werk door te gaan. 

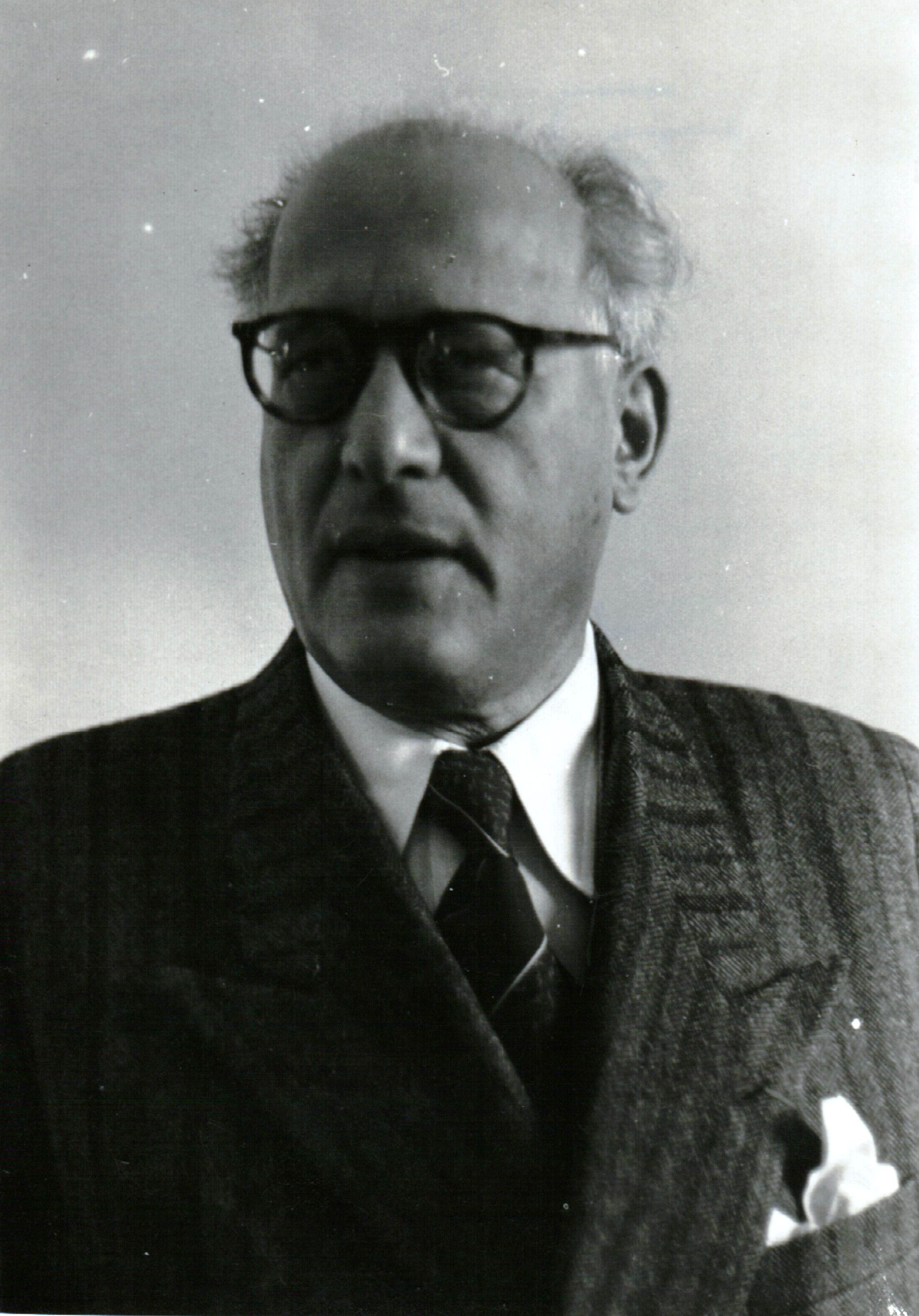
Opname van Grzegorz Fitelberg; datum onbekend

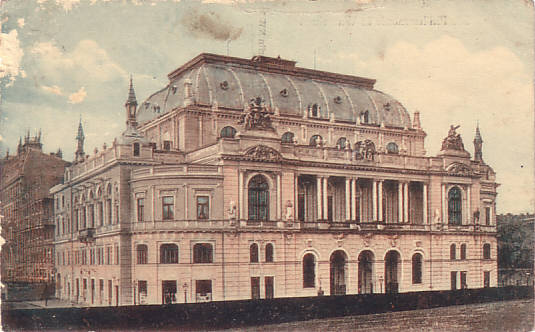
De concertzaal van het Filharmonisch Orkest van Warschau – Filarmonia Narodowa – in 1918. Dit gebouw is rond 1901 gebouwd en werd in 1939 gedurende de bombardementen op Warschau volledig verwoest.

Hij dirigeerde tevens bij de Opera van Warschau en was artistiek leider en eerste dirigent van het Filharmonisch Orkest van Warschau van 1908 tot 1911 en later van 1923 tot 1934. In het seizoen 1912-1913 dirigeerde hij veelvuldig aan de Hofoper te Wenen. Vanaf 1914 gaf hij het componeren op. Daarna verblijft hij 7 jaar in Rusland, eerst in St. Petersburg bij het Mariinsky Theater en het Mikhailovsky Theater en vanaf 1920 aan het Bolshoi Theater in Moskou. Tussen 1921 en 1924 werkte hij samen met de Ballets Russes en dirigeerde de première van Stravinsky’s Mavra. Dat bracht hem veelvuldig in contact met West-Europese kunstenaars. In 1934 was hij medeoprichter van het Pools Nationaal Radio-Symfonieorkest dat toen ook in Warschau resideerde en met dit orkest bezocht hij de Wereldtentoonstelling van 1937 in Parijs. Vlak na de uitbraak van de Tweede Wereldoorlog vestigde Fitelberg zich in november 1939 in Parijs. In het seizoen 1940-41 was hij dirigent van het Teatro Colón in Buenos Aires. In 1942 reist hij als dirigent door de USA en Canada en geeft daar masterclasses dirigeren bij conservatoria. Na de Tweede Wereldoorlog was Fitelberg vanaf 1947 artistiek directeur van het Pools Nationaal Radio-Symfonieorkest dat toen verhuisd was naar Katowice. Tijdens zijn leven ontving hij meerdere onderscheidingen waaronder in 1947 de Orde Polonia Restituta en de Staatsprijs Eerste Klas in 1951. Zijn zoon Jerzy Fitelberg (1903-1951) was ook componist.
In Polen is Fitelberg uiterst gewaardeerd voor zijn bijdrage aan het Poolse muziekleven en ter ere van zijn nagedachtenis is de Internationale Grzegorz Fitelberg Dirigentencompetitie opgezet. Deze vindt sinds 1979/80 bij de Silezische Philharmonie plaats. 

## Relaties met andere Poolse componisten
Fitelberg verzorgde vele premières van orkestwerken van Poolse componisten. Zo kwamen de symfonisch gedichten Odwieczne pieśni op.10, Litewska rapsodia op.11, Smutna opowieść op.13 en Epizod na maskaradzie op.14 van Mieczysław Karłowicz tussen 1907 en 1914 in première; tussen 1906 en 1933 de meeste orkest- en koorwerken van Szymanowski, vele composities van Grażyna Bacewicz en ook vroeg werk van Witold Lutosławski. Lutosławski erkende na Fitelberg’s dood diens grote invloed en inzet voor het Poolse muziekleven in de eerste 50 jaar van de 20ste eeuw: ‘Iedere nieuwe compositie waarin hij enige aanleg of talent voorvoelde, kon op zijn interesse rekenen. Vele werken zijn dankzij zijn inspanningen in première gegaan en zonder zijn inspanningen was dat nooit gelukt […] Dat geldt ook voor vele van mijn eerste composities. Ook voor de muziek van Szymanowski is hij beslissend geweest. Fitelberg zorgde ervoor dat deze werken bij de prestigieuze muziekuitgeverij Universal Edition werden ondergebracht wat ervoor zorgde dat zij beschikbaar kwamen voor vele orkesten in heel Europa en Amerika.’ Samen met Karol Szymanowski redigeerde Fitelberg in 1934 diens 2de symfonie omdat Szymanowski ontevreden was met de instrumentatie. In de jaren daarvoor had hij reeds meer dan 10 pianostukken van Szymanowski voor orkest geïnstrumenteerd (o.m. de meest bekende, de Etude op.4 nr.3) om deze onder een groter publiek te kunnen brengen. Het symfonisch gedicht Epizod na maskaradzie op.14 van Karłowicz orkestreerde hij; het was na de plotselinge dood van de componist onvoltooid gebleven.

## Composities
Fitelberg componeerde vooral en werd in Polen bekend met enkele symfonische gedichten die toentertijd in Polen en vogue waren. Daarnaast componeerde hij ook kamermuziek. 
- Vioolconcert op.13 (1903)
- Canzoneta (1903)
- Ouvertüre op.14 (1905)
- Symfonie #1 op.16 (1904)
- Pieśń o Sokole (Het lied van de valk) op. 18, symfonisch gedicht (1905)
- Wiosna op.17, Ouvertüre voor orkest (1906)
- Symfonie #2 op.20 (1907)
- Protesilas i Laodamia op.24, symfonisch gedicht voor zangstem en orkest (1908)
- Rapsodia Polska op.25 (1913)
- Rapsodia Nr. 2 (1914)
- W Głębi Morza op.26, muzikaal tableau in de vorm van een Ouvertüre (1914)
- Marsz Radosny (1953)